# Byggsatsbil

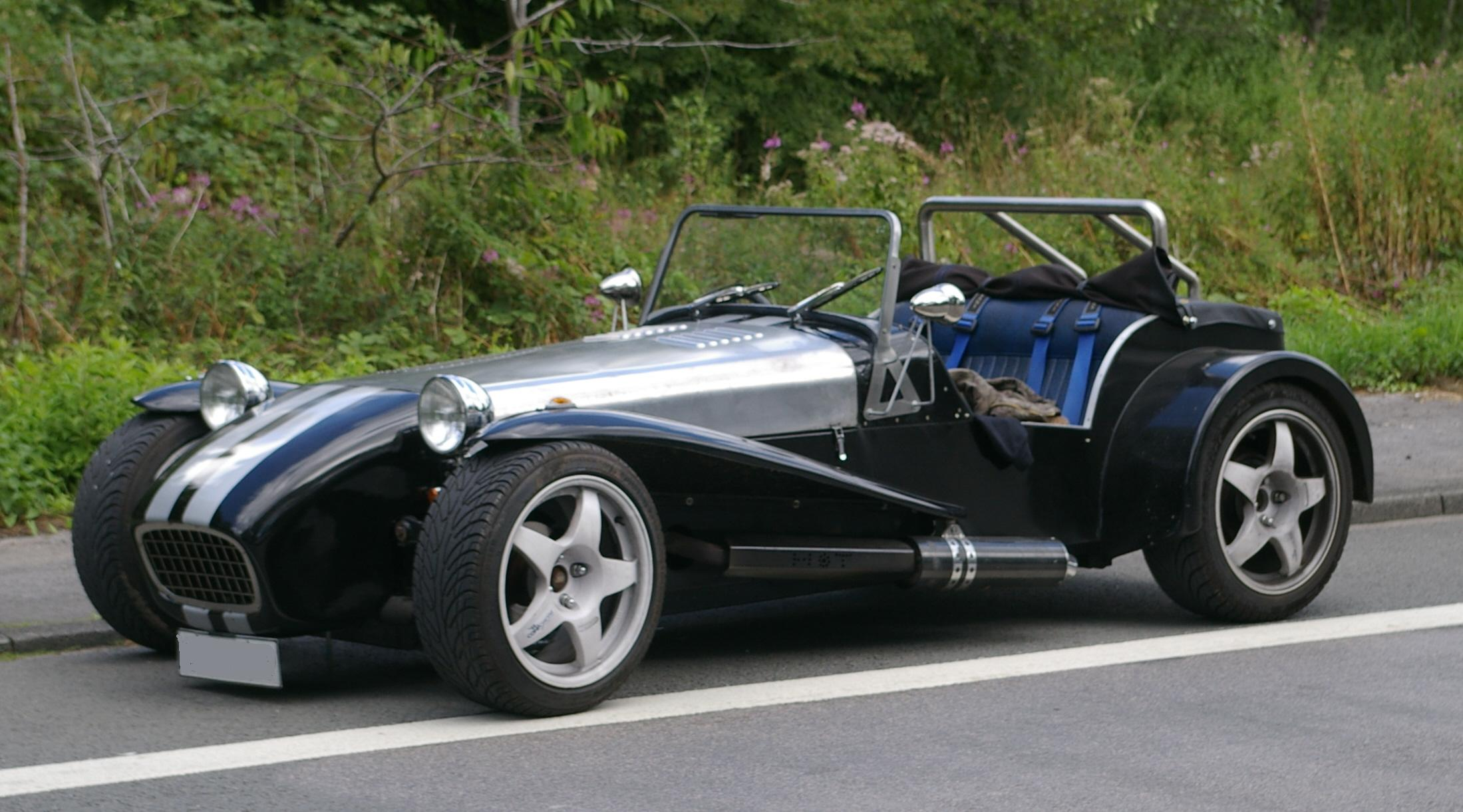
Kopior av Lotus Seven är en av de vanligaste byggsatsbilarna.

En byggsatsbil eller "kit car" är en bil som köps som en byggsats. Enligt svensk 
lag måste en bil vara antingen serieproducerad, amatörbyggd eller ombyggd, vilket gör att en byggsatsbil hamnar i ett juridiskt vakuum och endast kan registreras efter ett särskilt medgivande.
Vanliga byggsatsbilar är sandloppa och kopior av AC Cobra och Lotus Seven.
Enligt Vägverkets föreskrifter om ändring i föreskrifterna (VVFS 1993:2) om textkoder finns textkoden T12C med följande uttydning och kommentar: "Amatörbyggd bil. Byggsats. (Anges för bilbyggsats som efter särskilt medgivande skall betraktas som amatörbyggd.)"
Exempel på svenska tillverkare är Dala7, Esther, Hult Healey, Mania Spyder, Mascot, Ockelbo, Pagano och Racing Plast Burträsk.